# خرولس
خرولس (هلندی: Grolsch; تلفظ در هلندی: [ˈɣrɔls]) شرکت صنعت غذایی هلندی است که در سال ۱۶۱۵ تأسیس شد.